# Strel'na
Strel'na (in russo Стрельна?) è un insediamento storico situato a metà strada tra San Pietroburgo e Peterhof, in Russia, che si affaccia sulle scogliere del golfo di Finlandia. Amministrativamente è una municipalità sotto la giurisdizione del Petrodvorcovyj rajon di San Pietroburgo. La cittadina, che al censimento del 2002 contava una popolazione di 12 571 abitanti, prende il nome dal nome dell'omonimo fiume, lo Strel'na, che la attraversa.
La località è nota per il Palazzo di Costantino, ma sono degni di nota anche il Palazzo di Pietro I, la barocca Znamenka, ideata da Rastrelli, che fu la residenza del ramo dei Nikolaevič dei Romanov, il neoclassico palazzo di Michajlovka appartenuto al ramo dei Michailovič, la dacia di Matil'da Feliksovna Kšesinskaja, il Palazzo dei Leoni e quello di Orlov, così come l'omonimo parco e quello del Palazzo di Costantino. Va menzionato infine il monastero della Trinità, con numerose chiese progettate da Luigi Rusca, noto per essere il luogo di sepoltura dei fratelli Zubov e di altri nobili russi, tra cui il cancelliere imperiale Aleksandr Michajlovič Gorčakov, tumulatovi nel 1883. 
Il palazzo di Costantino, il monastero della Trinità, Michajlovka e Znamenka sono attualmente Patrimonio dell'umanità del sito di San Pietroburgo e gruppo di monumenti relativi.
Qui nacque il nobile Konstantin Konstantinovič Romanov (1858-1915).